# Раяла, Тони
Тони Раяла (фин. Toni Rajala; род. 29 марта 1991, Паркано, Турку-Пори) — финский хоккеист, нападающий, который в настоящее время играет за хоккейный клуб Биль Швейцарской национальной лиги (NL). Был выбран 101-м номером клуба Эдмонтон Ойлерз на драфте НХЛ 2009 года. Двукратный чемпион мира 2019 и 2022 годов. Олимпийский чемпион 2022 года.

## Карьера
Начал играть в юношеский хоккей в клубе Ильвес (Тампере) в 2005-06 годах. К 2007—2008 годам поднялся до уровня Junior A в Финской хоккейной лиги (СМ-Лиига), набрав 35 очков в 33 играх. Перешёл в профессиональную лигу вместе с клубом Ильвес в 2008-09 годах, набрав 5 очков в 21 игре во время своего первого профессионального сезона в СМ-Лииге.
Был выбран в первом раунде драфта по импорту КХЛ 2009 года (14-е место в общем зачете) клуба Брандон Уит Кингз из Западной хоккейной лиги (WHL). Начал играть за Wheat Kings в сезоне WHL 2009-10.
16 июля 2009 подписал двухгодичный контракт с Эдмонтон Ойлерсз.
В связи с локаутом в НХЛ в 2012—2013 годах 15 сентября 2012 года «Ойлерз» направили его в Оклахома-Сити Баронс Американской хоккейной лиги.
25 августа 2013 года, ввиду перспективы ещё одного сезона в американских низших лигах, решил отказаться от контракта с Ойлерз, а затем вернулся в Европу, чтобы подписать годичный контракт с клубом Шведской хоккейной лиги ХВ71, 15 октября 2013.